# کیهان اینشتین
کیهان انیشتین: چگونه دیدگاه آلبرت انیشتین، درک ما از فضا و زمان را تغییر داد (به انگلیسی: Einstein's Cosmos: How Albert Einstein's Vision Transformed Our Understanding of Space and Time) کتاب علمی عامه‌فهم نوشته میچیو کاکو است که در سال ۲۰۰۴ منتشر شد. در این کتاب کاکو به کار، زندگی و نظریه‌های آلبرت انیشتین مانند E=mc² و همچنین نسبیت خاص می‌پردازد.